# Slatinná stráň
Slatinná stráň (niem. Moorlahn, 1153 m n.p.m.) – wzniesienie w czeskiej części Karkonoszy.

## Położenie
Wzniesienie położone jest w centralnej części Karkonoszy, ok. 2,5 km na południe od centrum Pecu pod Sněžkou, w grzbiecie Černohorská hornatina, pomiędzy szczytami Liščí hora na północnym zachodzie a Czarna Góra na południu. Od obu oddzielają je siodła o wysokości ok. 1100 m n.p.m. Od szczytu odchodzi ku północy boczny grzbiet, zakończony na północnym wschodzie kulminacją Javora.

## Wody
Cały masyw leży w dorzeczu Łaby. Od południa płynie Stříbrný potok, dopływ Čisté, która uchodzi do Łaby. Pozostałe zbocza odwadnia Úpa i jej dopływy - od zachodu Luční potok i od wschodu Javoří potok.

## Roślinność
Masyw pokryty był lasami świerkowymi, w dużej mierze wyciętymi. Lasy zachowały się głównie na stromych zboczach zachodnich i wschodnich. Łąki pokrywają znaczne części południowych zboczy; są też rozsiane po całym masywie.

## Ochrona przyrody
Wzniesienie położone na obszarze czeskiego Karkonoskiego Parku Narodowego (Krkonošský národní park, KRNAP).

## Zagospodarowanie
Po całym masywie, a głównie na południowych zboczach rozrzucone są liczne zabudowania - boudy. W wielu z nich znajdują się restauracje, gospody lub bary, w niektórych hotele, schroniska górskie lub pensjonaty.
Z Peca pod Sněžkou prowadzi szosa do zabudowań na południowym zboczu, ponadto masyw przecinają liczne drogi leśne.

## Turystyka
Przez szczyt przechodzi:
- zielony z miejscowości Velká Úpa do Pražskiej boudy

Wschodnim zboczem biegnie:
- żółty szlak z Pecu pod Sněžkou do Kolínskiej boudy

Na południe od wierzchołka biegnie:
- czerwony, łączący Pražską boudę i Kolínską boudę